# Cats on Fire

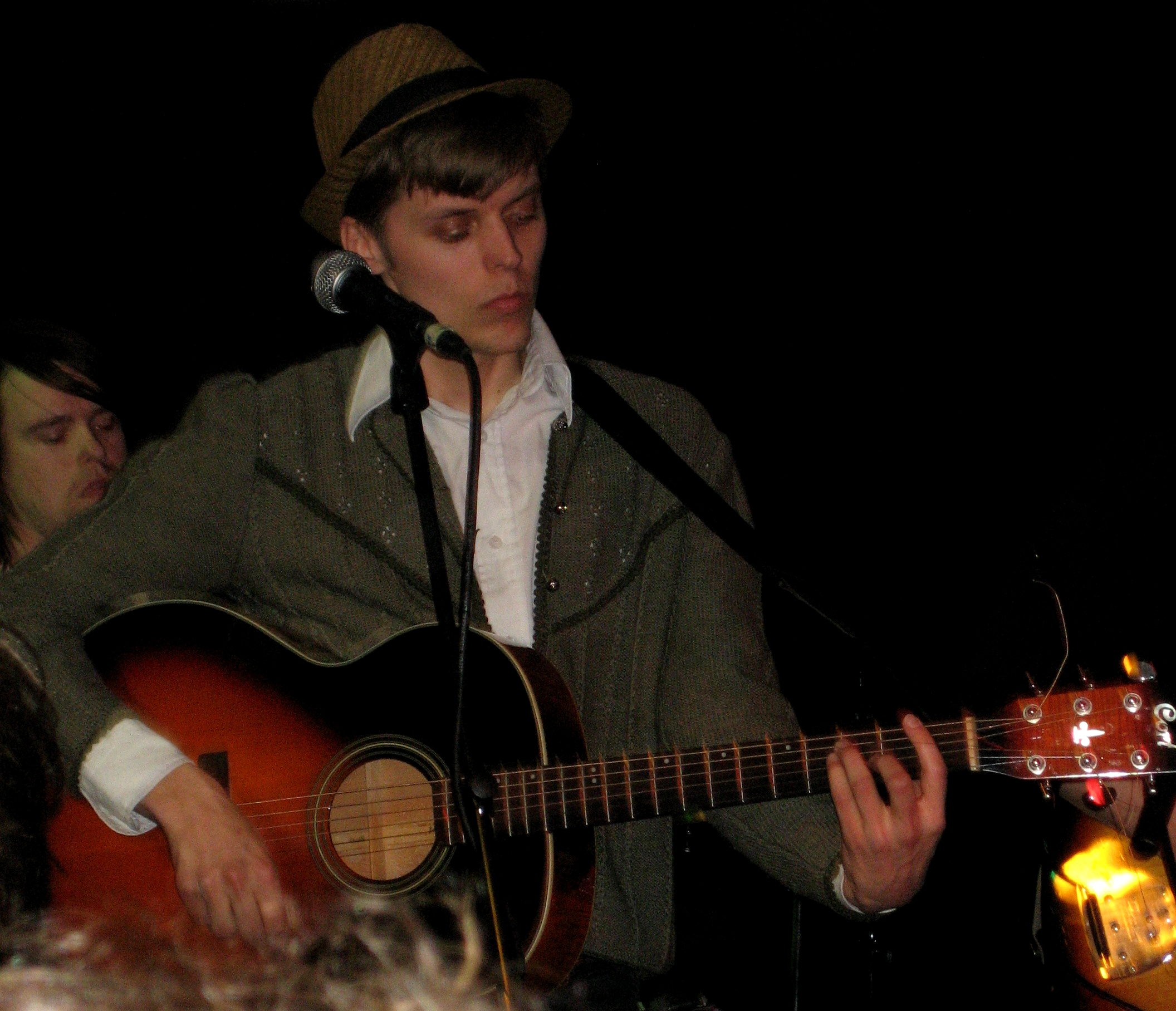
Sångaren Mattias Björkas vid en spelning på Copenhagen Popfest 2010.

Cats on Fire är en finländsk indiepopgrupp, bildad 2001 i Vasa. Under 2003 och 2004 släppte bandet två vinylsinglar, "Solid Work" och "Happiness is Chemistry". 2007 gavs den första fullängdsskivan The Province Complains ut på svenska skivbolaget Fraction Discs. 2009 gavs Our Temperance Movement ut på det London-baserade skivbolaget How Does It Feel to be Loved?

## Medlemmar
- Mattias Björkas (sång och gitarr)
- Ville Hopponen (gitarr)
- Kenneth Höglund (bas)
- Henry Ojala (trummor)

## Diskografi
- 2003 – My Friend In A Comfortable Chair (7")
- 2006 – Draw In The Reins (CDEP)
- 2007 – The Province Complains (CD, album)
- 2009 – Our Temperance Movement (CD, album)
- 2012 – All Blackshirts To Me (CD, album)